# (17773) 1998 EX13
A (17773) 1998 EX13 a Naprendszer kisbolygóövében található aszteroida. Eric Walter Elst fedezte fel 1998. március 1-jén.